# Mallegowdanahalli, Dod Ballapur
Mallegowdanahalli là một làng thuộc tehsil Dod Ballapur, huyện Bangalore Rural, bang Karnataka, Ấn Độ.